# Andris Bērziņš (ur. 1955)
Andris Bērziņš (ur. 1955) – łotewski polityk, od 1998 poseł na Sejm Republiki Łotewskiej. 

## Życiorys
W 1979 ukończył studia z dziedziny języka i literatury francuskiej w Łotewskim Uniwersytecie Państwowym. W latach 1997–2001 zasiadał w radzie miejskiej Rygi. W 1998 po raz pierwszy uzyskał mandat posła na Sejm Republiki Łotewskiej z ramienia Nowej Partii. Po raz kolejny był wybierany w skład Sejmów w latach 2002, 2006 i 2010 (z listy ZZS). Od 2003 zasiada w Zgromadzeniu Parlamentarnym Rady Europy. Jest członkiem władz Łotewskiej Fundacji na Rzecz Dzieci.